# Сахарная сумчатая летяга
Са́харная су́мчатая летя́га, или са́харный лета́ющий по́ссум, или карликовая сумчатая летяга, или короткоголовая летающая белка, или Сахарный поссум, или Сумчатая летяга, (лат. Petaurus breviceps) — сумчатое млекопитающие семейства сумчатых летяг.

## Внешний вид и анатомия
Сахарная сумчатая летяга — небольшое животное, по форме тела напоминающее белку. Длина тела — 15—21 см, хвоста 16,5—21 см. Масса тела 95—170 граммов.
Тело тонкое, однако наличие летательной перепонки создает впечатление того, что тело очень широкое. Морда короткая, немного заострённая. Хвост пушистый, длиннее тела. Закручивая хвост в пружинку поссумы могут переносить мелкие предметы, например, веточки для гнезда. Поскольку эти животные — ночные, их большие и выпуклые глаза приспособлены для ночного видения. Уши также крупные и очень подвижные, что способствует охоте в темноте. Мех густой и мягкий. Верх тела — обычно пепельного цвета, от кончика носа до середины спинки проходит бурая полоса. Брюшная сторона тела, горло — кремово-белые или с желтоватым оттенком. Встречаются также коричневые, жёлтые сахарные сумчатые летяги, либо (редко) альбиносы.
Наиболее характерной особенностью сумчатых летяг является мембрана, которая начинается от пятых пальцев передних лап и заканчивается на первых пальцах задних лап. В прыжке животные вытягивают лапки в стороны, натягивая мембрану, что позволяет им «скользить» по воздуху на значительные расстояния (до 50 метров и более). Курс полёта регулируется движением лап и хвоста.
На лапах по пять пальцев. На передних лапах первые два пальца противопоставлены трём другим, на задних противопоставлен первый палец. Все пальцы, за исключением противопоставленных на задних лапах, имеют длинные и очень острые коготки. Также на задних лапах наблюдается частичная синдактилия второго и третьего пальцев, образуя гребень для груминга.
На лбу, груди и около анального отверстия имеются пахучие железы, которыми мужские особи метят территорию и членов своей стаи. Пенис у самцов раздвоенный. У самок есть сумка.
Средние характеристики:
Длина тела от кончика носа до хвоста — 170 мм (160—210 мм).
Длина хвоста — 190 мм (165—210 мм).
Вес, самца — 140 г (115—160 г), самки — 115 г (95 — 135 г).
Пульс — 200—300 ударов в минуту.
Дыхание — 16—40 вдохов в минуту.
Продолжительность жизни, в дикой природе — до 9 лет, в неволе — обычно до 12 лет.
Случаи максимальной продолжительности жизни зафиксированы для животных из зоопарков — вплоть до 17,8 лет.

## Места обитания и образ жизни
Сахарные сумчатые летяги обитают в северной и восточной частях Австралии, на Новой Гвинее и прилежащих островах, на архипелаге Бисмарка и на Тасмании. В Тасманию были впервые завезены в 1835 году, о чём свидетельствует отсутствие более ранних следов останков в слоях почвы и отсутствие местного названия для этих животных.
Большую часть жизни сахарные сумчатые летяги проводят на деревьях и редко спускаются на землю. Основной средой их обитания являются леса с эвкалиптовыми деревьями. Однако, сахарные поссумы — высоко адаптивные животные и в настоящее время встречаются в любых лесах, где есть достаточная кормовая база — различные типы первичных, вторичных и деградирующих лесов. Благодаря этому, несмотря на сокращение площадей эвкалиптовых лесов, сахарные поссумы в настоящий момент не относятся к видам, находящимся на грани исчезновения. Также они встречаются на плантациях и в сельских садах.
Образ жизни ночной. Питается сладким соком определённых видов эвкалиптов и акаций, а также нектаром и плодами растений. Важную роль в рационе играет животная пища — это насекомые, а также мелкие позвоночные и беспозвоночные. В естественных условиях диета варьирует в зависимости от времени года: если в летнее время бо́льшую часть рациона составляют белки́, то в зимнее время, когда насекомых становится мало, сахарные поссумы переходят на более вегетарианскую диету. В случае недостаточности кормовой базы для поддержания необходимого уровня жизненной энергии, животные входят в состояние, близкое к летаргическому сну, в котором могут проводить до 23 часов в сутки.
Сахарные сумчатые летяги — социальные животные. Они живут семьями или группами, в которые входят до 7 самцов, не считая молодняка. Вся группа, включая взрослых, но ещё не покинувших родителей детёнышей, делит одно гнездо и защищает общую территорию (около 2,5 акров или 100 соток). Вожак группы — альфа-самец. Несмотря на то, что внутри группы драки и конфликты являются крайне редким явлением — по отношению к чужим может быть проявлена высокая агрессия и жестокость. Как и для прочих социальных животных, одним из способов формирования групповой идентификации и укрепления связей является социальный груминг, в процессе которого альфа-самец метит стаю «своим» запахом.
Под названием «сахарная белочка» это животное известно среди любителей экзотических домашних животных. Она хорошо размножается в неволе, хотя и требует специфического корма.